# Stephen Franklin
Stephen Franklin é um dos personagens principais da série de televisão de ficção científica Babylon 5, interpretado pelo já falecido Richard Biggs. Ele servia como o primeiro oficial médico da estação espacial Babylon 5.

## Personagem

### Personagem
Dr. Franklin é uma pessoa de vontade forte e um líder idealista em Babylon 5. Ele é também um workaholic que não tem medo de assumir riscos para salvar a vida de um paciente, dois vícios que já provocaram problemas para ele. Ele aparentemente tem boas relações com sua mãe e com seus irmãos, mesmo que as suas longas ausências da Terra causem reclamações da família. Seu pai - um famoso general da Força Terrestre - tem uma personalidade dominante, o que desgastou a relação entre os dois. Quando estão juntos, frequentemente brigam e discordam sobre numerosos pontos de vista. Um bom exemplo é a atitude em relação aos alienígenas: enquanto Stephen é totalmente aberto às relações com eles, seu pai tem uma visão mais conservadora e desconfiada. Na segunda temporada eles se reencontram e começam a trabalhar no relacionamento. Em termos românticos, o dr. Franklin teve alguns relacionamentos durante a série, sendo o mais importante e duradouro o que ele estabeleceu com a Número Um, a bela e teimosa líder da Resistência Marciana.
Ainda que o personagem tenha sido descrito explicitamente como negro no script do episódio Soul Hunter - sua primeira aparição -, J. Michael Straczynski sempre deixou claro durante todo o tempo em que a série esteve no ar que Franklin poderia ter sido interpretado por um ator de qualquer raça. Richard Biggs posteriormente agradeceu a oportunidade de interpretar como um "ator" e não como um "ator negro".

### Carreira
Segundo os passos de seu pai, o general Richard Franklin, Stephen se alistou na Força Terrestre em 2232 com o objetivo de se tornar um oficial médico. Logo depois de se graduar, ele deixou a força e passou os próximos três anos viajando pela galáxia, o que lhe deu um excelente conhecimento sobre xenobiologia. Numa de suas viagens, ele encontrou um grupo de minbaris cujo transporte tinha se acidentado em Beta Durani. Como ele não conhecia a fisiologia dos minbari, eles todos morreram. Franklin foi capaz então de realizar uma autópsia e tomou notas sobre a genética e a biologia minbari, algo que teria repercussão em seu futuro.

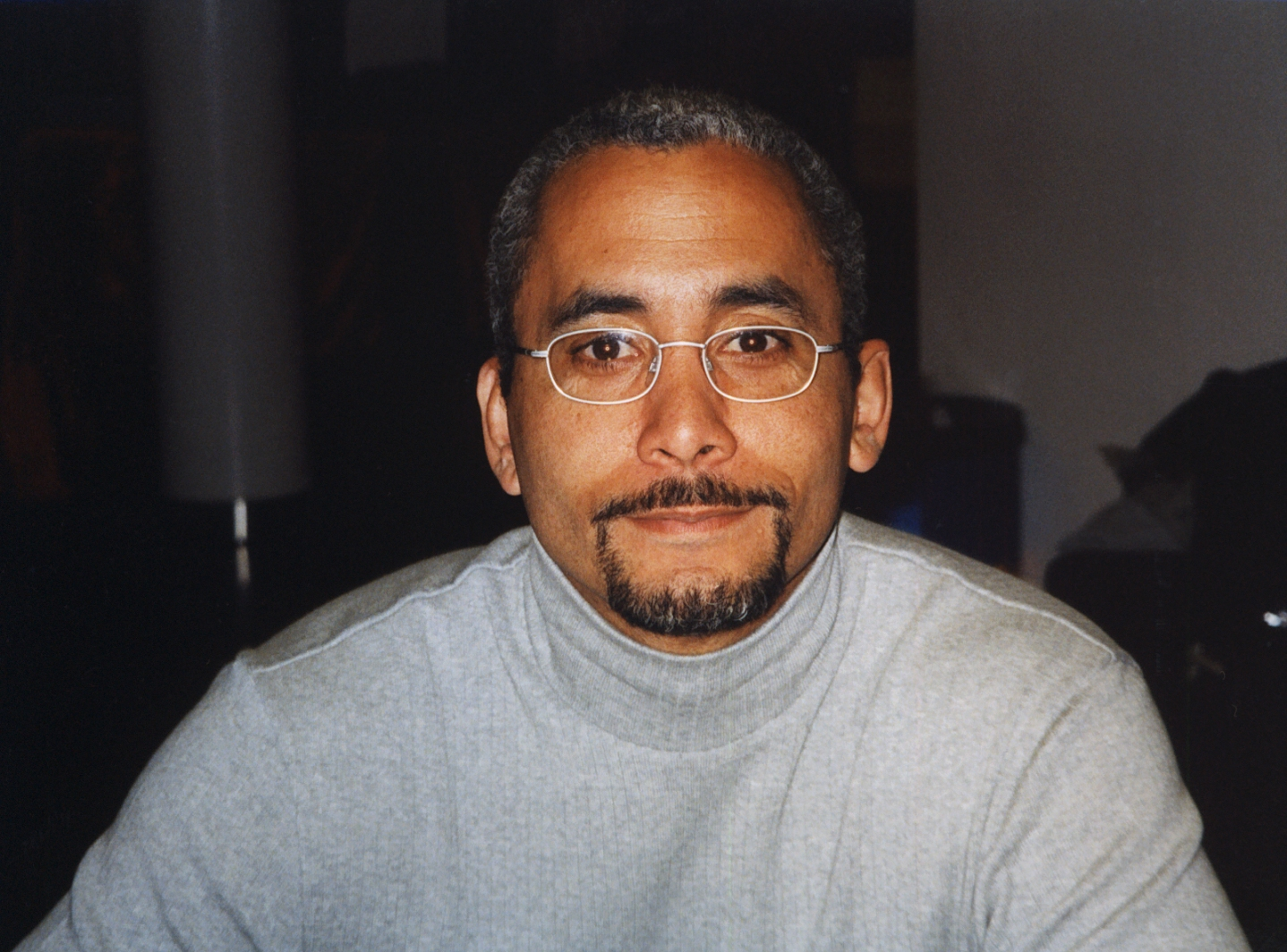
Richard Biggs, que interpretou o dr. Stephen Franklin

Quando a Guerra Terra-Minbari começou, em 2243, Franklin se realistou e passou a gerenciar um avançado hospital militar na Terra. Durante a guerra, todos os doutores da Força Terrestre foram obrigados a entregar suas notas sobre a fisiologia minbari para que fossem utilizadas na produção de armas biológicas. Quando Franklin se recusou a entregar as suas notas por motivos éticos, foi preso.
Ele foi soltou logo depois para acompanhar o tenente-comandante John Sheridan numa missão no sistema solar Epsilon como parte de um grupo avançado para negociar a paz com os minbari, transportados por um cruzador de guerra narn. A reunião foi tragicamente interrompida por um ataque surpresa dos grandes inimigos dos narn, os centauri, que acreditavam que a reunião era uma transação de armamentos entre os humanos e os narns. Por conta da morte do delegado minbari, Sheridan e Franklin foram presos, mas conseguiram se libertar quando o capitão disse aos captores a frase que o já moribundo delegado havia lhe dito antes de morrer. Não se sabe o que Franklin fez até o final da guerra.
Entre este evento e 2258, ele se encontrou com Jeffrey Sinclair, o futuro comandante da estação Babylon 5. Foi por uma recomendação dele que Franklin conseguiu o posto na estação.

### Babylon 5
Em 2258. ele foi transferido para a estação Babylon 5 como primeiro oficial médico após o dr. Benjamin Kyle ter sido chamado de volta à Terra. Ele permaneceu lá por quatro anos.
Franklin tinha fortes convicções morais e isto transpareceu durante todo o tempo em que ele esteve na estação, independente das consequências pessoais e profissionais. Entre eles, ele operou uma rede ilegal de clínicas nas Profundezas, a parte mais pobre da estação. Ele também insistiu em realizar uma operação para salvar a vida de um garoto alienígena mesmo contra as convicções religiosas de seus pais, o que os levou a matar o próprio filho após a operação. Ele também foi um dos líderes de um grupo secreto que estava ajudando telepatas a fugirem da Psi Corps.

#### Fundacionismo
Ele expressava uma religião - fictícia - chamada "fundacionismo", surgida em 2157, e que era uma reação ao contato com raças alienígenas inteligentes. O próprio Franklin explica que "...a ideia por trás do fundacionismo é voltar às raízes de todas as religiões da Terra, passando pelas doutrinas e chegando ao centro de cada sistema de crenças para descobrir o que elas tem em comum. E elas tem mais em comum do que achamos. É apenas quando a política, o dinheiro e o nacionalismo interferem que as coisas se complicam.". Ele continua dizendo que "O quanto mais perto se chega de definir Deus, mais longe estamos.".
Assim como muitos outros personagens de Babylon 5, Franklin tinha em sua personalidade os elementos de suas próprias fraquezas. Neste caso, o interesse apaixonado em salvar vidas o levou a abusar de estimulantes (stims na série), como no arco iniciado no episódio da terceira temporada A Day in the Strife. De uma forma oblíqua, Franklin admitiu seu vício para Delenn em Ceremonies of Light and Dark, sendo finalmente obrigado a enfrentar sua dependência química por Garibaldi em Interludes and Examinations. Após a admissão, ele renunciou ao cargo e embarcou numa jornada solitária pela estação (no episódio Walkabout). Segundo explica o próprio Franklin, esta "jornada" (walkabout) vem dos costumes dos aborígenes australianos e ele a aprendeu por conta de suas crenças fundacionistas. Num episódio posterior, ele finalmente percebeu que ele vinha na verdade fugindo de seus próprios problemas e que estava fazendo isso de novo. Ele finalmente confrontou seus medos e quase acabou morto na experiência em Shadow Dancing.

#### Final
Embora tenha passado a maior parte da série no "MedLab" salvando vidas, o dr. Franklin também viu sua cota de ação e aventura durante a série. Ele foi um ativo participante na guerra civil que irrompeu na Aliança Terrestre, onde ele ajudou a Resistência Marciana em sua luta para se liberar do controle terrestre. Durante a guerra entre a República Centauri e a Aliança Interestelar, ele trabalhou com a telepata Lyta Alexander numa investigação sobre relatos de atrocidades por parte dos drazi contra os centauri em Drazi. Ele quase terminou morto também nesta ocasião.
Em 2262, durante a quinta e última temporada, Franklin renunciou ao seu posto e aceitou a posição de "Líder de Pesquisa Xenobiológica" na Terra assim que o dr. Benjamin Kyle se aposentasse. No começo de 2262, ele selecionou a dra. Lillian Hobbes como sua substituta em Babylon 5. Depois disso ele conduziu a pesquisa que tentava curar a doença lançada pelos Drakh na Terra e apareceu no episódio do spin-off Crusade "Each Night I Dream of Home".

## Situação atual
No final da série, Franklin ainda era o "Líder de Pesquisa Xenobiológica" na Terra. Quando Sheridan descobriu que estava morrendo, Franklin foi até Minbar para um último encontro. De lá, ele viajou para Babylon 5 e testemunhou a desativação e destruição da estação. J. Michael Straczynski disse que Franklin eventualmente morreria explorando um planeta desconhecido, sem revelar mais detalhes.